# Lateinbach (Schmida)
Der Lateinbach ist ein linker Zufluss zur Schmida bei Stoitzendorf in Niederösterreich.
Der Lateinbach entspringt in den Fluren westlich von Klein-Meiseldorf, im Ort vereinen sich mehrere Zubringer. Der Bach fließt in Richtung Südosten ab, wo er zunächst über eine Schleuse den Meiseldorfer Teich speist, diesen an seiner Südseite umfließt und ein wenig später den aus Stockern kommenden Stockernbach als rechten Zufluss aufnimmt. Hier befindet sich auch die namengebende Flur Latein. In weiterer Folge fließt der Lateinbach an Engelsdorf vorüber, wo linksseitig der Engelsdorfer Bach einmündet, passiert Gauderndorf und mündet nach eine weitgehend naturbelassenen Fließstrecke westlich von Stoitzendorf in die Schmida. Das Einzugsgebiet umfasst 23,7 km² größtenteils offener Landschaft. An den Talhängen auch mancher Zuflüsse steht nicht selten Wald.